# Fenrir (luna)
Fenrir je retrogradni naravni satelit Saturna iz Nordijske skupine.

## Odkritje in imenovanje
Luno Fenrir so odkrili  Scott S. Sheppard, David C. Jewitt, Jan Kleyna, in Brian G. Marsden 4. maja leta 2004 na posnetkih, ki so jih naredili med 13. decembrom 2004 in 5. marcem 2005.  Njeno začasno ime je bilo S/2004 S 16. Uradno ime je dobila leta 2007 po velikanu Fenrisulfrju  iz nordijske mitologije